# Famille d'Espinose
La famille d'Espinose  autrefois Spinosa, d'Espinosa, Espinosa (selon les sources) est une famille d'ancienne bourgeoisie française originaire d'Espagne et une famille subsistante de la noblesse française pour une seule de ses branches fixée en Normandie et maintenue noble en 1666. Elle donna plusieurs branches.
Deux branches accédèrent à la noblesse : une branche éteinte en 1787 avec Charles-Augustin marquis d'Espinose fut anoblie par charge d'échevin de Nantes en 1594 et titrée baron de Portric en 1640 et marquis d'Espinose en 1765 (titre éteint avec le titulaire) et une autre branche fixée en Basse-Normandie au début du XVIe siècle qui fut maintenue noble en 1666.
En 1918, Gustave Chaix d'Est-Ange écrit « de la souche se détachèrent à une époque inconnue un certain nombre de rameaux demeurés non nobles » et ajoute qu'un de ces rameaux collatéraux, longtemps fixé aux colonies, s'est perpétué. Cette branche issue de Jean d’Espinose, sieur de la Caillerie (1621-1686), marchand de draps à Nantes, marié à Anne Trébillard (fils de Jacques d'Espinose (1567-1626), sieur de la Rostannerie, marchand à la fosse à Nantes et de Jeanne Chéreau), se fixa au XVIIe siècle à la Martinique et subsiste de nos jours.

## Origine
La famille d'Espinose est originaire d'Espagne.
Guillermo Lohmann Villena, dans Les Espinosa, une famille d'hommes d'affaires en Espagne et aux Indes à l'époque de la colonisation, indique qu'elle était originaire  de Espinosa de los Monteros, petit village de la province de Burgos qu'elle quitta au tout début du XIVe siècle pour s'installer à Medina de Rioseco dans la province de Valladolid et à Burgos où elle devint une dynastie de négociants et banquiers qui donna plusieurs branches et s'allia à d'autres familles importantes de commerçants et banquiers de Burgos comme les de Miranda, les de Burgos et les de La Torre.
La famille Espinosa était installée à partir du XIVe siècle  comme commerçants dans la ville marchande de Medina de Rioseco.
Sa filiation remonte à Juan Fernandez de Espinosa, appelé le vieux, né à Medina de Rioseco vers 1370 pour lequel « On doute de sa filiation chrétienne, car il était considéré comme judaïsant ».
Plusieurs historiens ont suggéré que la famille Espinosa était probablement à l'origine une famille de Conversos,. Certains auteurs indiquent également que son origine d'un village de la province de Burgos n'est pas clairement établie.
L'historien Henri Lapeyre écrit dans la Revue Historique « Cette famille originaire de Medina de Rioseco, a pris pour centre de ses activités commerciales Séville, où elle a géré assez longtemps une banque. Elle a essaimé en France et aux Pays-Bas, au Mexique et au Pérou. ». Dès la fin du XVe siècle, les Espinosa se trouvent aux carrefours de routes commerciales décisives : En 1470, à Bruges, Fernando de Espinosa échange un chargement de laine  contre des peaux de Zibeline.
Selon Eugène Bruneau-Latouche, Chantal et Philippe Cordiez, auteurs des 209 familles subsistantes de Martinique la famille Espinosa, est originaire de Espinosa de los Monteros qu'elle quitta pour Burgos, où elle établit des banques et des comptoirs de commerce, en Espagne, mais aussi en Europe et aux Indes. Des branches s'installèrent à la fin du XVe siècle et au XVIe siècle en France à Nantes et à Rouen. Ses membres continuèrent à commercer avec la famille restée en Espagne et francisèrent leur patronyme Espinosa en d'Espinose.
Selon ces auteurs, la branche de la famille Espinosa installée à Nantes remonte sa filiation directe à Diégo Fernandez Despinosa, seigneur de Los Monteros, fondateur d'un enfeu à ses armes dans la Chapelle Sainte-Luce dans l'Église Notre-Dame la Blanche de Burgos, qui de son mariage avec Gracienne de Burgos eut pour fils Gatien Fernandez Despinosa, seigneur de Los Monteros, marié à Gatienne de Miranda dont il eut sept fils parmi lesquels :
- Bernardino Despinosa (mort à Nantes en 1542 et inhumé dans la chapelle des Espagnols du couvent des Cordeliers), seigneur du Bouvet, en Port Saint-Père. Il fut le premier s’établir à Nantes où il fut marchand. Il fut convoqué à l’arrière-ban en 1542. Marié vers 1502 à Jeanne Le Moyne, il fut l'auteur de la branche des Renaudières, maintenue noble en 1669 et éteinte en 1787 (qui donna Michel d’Espinose sieur des Renaudières, baron de Portric en 1640, conseiller au parlement de Bretagne en 1618, président aux Enquêtes en 1622)[8].
- Fernandez Despinosa, mort en 1541 (vraisemblablement à Nantes) et inhumé dans la chapelle des Espagnols au couvent des Cordeliers avec l'épitaphe  « ci-gît très noble Ferdinand Despinosa, gentilhomme castillan, de la très illustre maison de Fernandez Despinosa de Los Monteros, en Espagne, originaire de la ville de Burgos, capitale du Royaume de Castille, trépassé l’an 1541 ». Marié à Agnès de La Torre, il eut deux fils dont Pierre d’Espinose (né en Espagne et mort à Nantes en 1552), marchand à la Fosse de Nantes, qui épousa à Nantes avant 1519 Martine de Billy (ou Billé) et en eut au moins neuf enfants dont Jacques d’Espinose (né à Nantes vers 1532 et inhumé au couvent des Saintes-Claires le 25.5.1582), marchand à la Fosse de Nantes, marié à Françoise d’Aragon qui fut l'auteur des branches du Sauzay et de La Rostannerie (de cette dernière vint la branche de La Caillerie)[8].

Selon Laurence Moal, auteur de L'étranger en Bretagne au Moyen Âge, la famille d'Espinose est originaire de Medina de Rioseco ou de Medina del Campo dans la province de Valladolid, où l'on trouve au XVIe siècle Jean d'Espinosa, libraire (leur parent), en relation avec les d'Espinosa de Nantes.

## Installation à Nantes
Bernardin de Espinosa s’installe à Nantes en 1483. Le 7 avril 1503, Il fait appel aux conseillers après la saisie de ses biens par les officiers du roi à Penmarc’h pour récupérer sa marchandise « ung parquel de tapicerie et deux draps noirs », déclarant que si tous ses biens étaient confisqués, il n’aurait plus de quoi vivre, lui, sa femme et sa famille.
Au XVIe siècle à Nantes, les Espinosa étaient fort honorablement connus parmi les commerçants du quai de la Fosse, et appréciés pour leur générosité : ils donnent des cloches à l'église de Saint-Nicolas et contribuent à éteindre les dettes de la commune. Ils obtinrent des sièges au Parlement breton, ce qui les amena à se transporter à Rennes, la capitale, mais sans renoncer jamais à leur domicile de Nantes où ils possédaient de grandes propriétés immobilières et avaient leur propre chapelle dans le cloitre des franciscains comme à Medina de Rioseco où Bernardino de Espinosa fonda une chapelle en 1542.
Gustave Chaix d'Est-Ange écrit que la famille d'Espinose en France a pour auteur Bernardin d'Espinose, fils puîné de Gratian-Ferdinand d'Espinose, sieur de Los-Monteros, qui vint dans les premières années du XVIe siècle s'établir à Nantes comme négociant. Marié à Jeanne Morin (alias Jeanne Lemoyne), il acquit différents domaines aux environs de Nantes et fut convoqué en 1543 à l'arrière-ban du diocèse de Nantes. Il était vraisemblablement proche parent d'un Pierre d'Espinose, bourgeois de Nantes, qui en 1498 fut taxé à 25 livres pour les besoins de la ville.
Joël Rillat indique que Pierre Despinosa, « marchand bourgeois de Nantes » né en 1489 et mort le 24 février 1552 à Nantes (Saint-Nicolas) épousa Martine Billy (ou Billé) avec laquelle il eut 10 enfants dont Jacques Espinose, marchand, né le 4 mars 1531 à Nantes (Saint-Nicolas) et mort dans la même ville le 25 mai 1582. Marié à Françoise d’Aragon il eut deux fils : 
- Jacques (1567-1626), sieur de la Rostannerie, marchand à la fosse à Nantes, marié en 1597 à Esther Bidé, puis en 1613 à Marguerite de Santo Domingo et en 1616 à Jeanne Chéreau. De lui descendent plusieurs branches dont une qui subsiste, continuée par son fils Jean d’Espinose, sieur de la Caillerie, marchand de draps (1621-1686) marié à Anne Trébillard[14].
- Pierre (1575-1648), marchand et échevin de Nantes, marié à Anne Garreau, auteur d’une branche cadette[15],[16].

En 1668, lors de la réformation de la noblesse, il existait à Nantes trois branches de la famille Espinosa : 
- la première issue de Bernardino Despinosa († 1542,inhumé dans la « chapelle des espagnols » du couvent des Cordeliers), fils de Gatien Fernandez Despinosa et de Gatienne de Miranda, qui vint à Nantes à la fin du XVe siècle et devint seigneur du Bouvet, en Port Saint Père, fut reconnue noble d'extraction par arrêt du parlement du 7.8.1669 en faveur de Michel d’Espinose, baron de Portric, conseiller au parlement de Bretagne, et ses deux frères, Pierre d’Espinose, abbé de Rillé, et Reugnault d’Espinose, seigneur de Frossey, capitaine au régiment royal[7].
- La seconde branche, très nombreuse, avait comme chef du nom Pierre d’Espinose sieur de La Rostannerie, en Bouée, avocat, marchand à la fosse de Nantes et ancien juge-consul, qui présenta aux commissaires de la Réformation ses preuves de noblesse, se disant descendant en ligne directe d'un frère aîné de Bernardin, Fernandez Despinosa, époux d'Agnès de La Torre et issu d'un ancêtre commun, Diégo Fernandez Despinosa de Los Monteros, marié avec Gracienne de Burgos. Ces preuves ne suffirent pas aux commissaires de la Réformation et ses descendants furent déboutés de leurs prétentions à la noblesse ; un de ses fils fut même condamné à l'amende en 1701 et un de ses petits-fils en 1702[7].
- La troisième branche, dite du Sauzay, avait la même origine que la précédente et toutes deux étaient issues de Jacques d’Espinose, marchand à la fosse de Nantes, et de Françoise d'Aragon[7].

## Branche anoblie en 1594 (éteinte en 1787)
Les auteurs contemporains dont Régis Valette dans le Catalogue de la noblesse française indiquent qu'une branche de la famille d'Espinose fut anoblie en 1594 par une charge d'échevin à Nantes et maintenue noble en 1669.
Gustave Chaix d'Est-Ange donne la filiation suivante de cette branche :
Bernardin d'Espinose, sieur de la Renaudière, baptisé à Nantes le 17 février 1560 et mort en 1636, épousa le 10 septembre 1586 Jeanne le Lou. Il arriva à la noblesse à la faveur des charges de magistrature dont il fut revêtu. Échevin de Nantes en 1594 et en 1595 et nommé conseiller au Parlement de Bretagne en 1597.
Michel d'Espinose, sieur des Renaudières (fils du précédent), baptisé à Nantes en 1589, décédé dans la même ville en 1658 succéda à son père en 1617 dans sa charge de conseiller au Parlement de Bretagne et fut nommé en 1622 président aux enquêtes du même Parlement. Il obtint, par lettres patentes de 1640, l'érection en baronnie de la terre de Portric qu'il possédait en la paroisse de Saint-Donatien de Nantes. Marié à Jeanne Gazet, il fut le père de Michel et Renaud d'Espinose, qui furent maintenus dans leur noblesse le 7 août 1669, sur preuves de cinq générations, par arrêt de la Chambre de réformation.
Charles-Augustin d'Espinose fut créé marquis d'Espinose par lettres patentes de 1765 et mourut sans postérité en 1787 dernier de sa branche.

## Branche fixée en Normandie, maintenue noble en 1666 (subsistante)

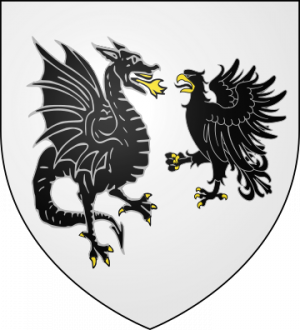
Armes de la branche d'Espinose fixée en Normandie et maintenue noble en 1666.

Une branche de la famille d'Espinose, vint d'Espagne se fixer en Basse-Normandie au début du XVIe siècle. Elle portait pour armes d'argent à une aigle de sable, becquée et onglée d'or, combattant contre un dragon de sable, armé et lampassé d'or. Elle avait pour auteur, Alonse d'Espinose qui épousa d'abord Catherine du Chesnay, puis, en 1532 Guillemette de Hottot. Il eut deux fils, Edmond, né du premier lit, marié en 15S4 à demoiselle de Béchevel, et Claude, né du second lit, marié en en 1576 à Charlotte de la Bazonnière, qui obtinrent en 1620 des lettres de naturalité.
Cette branche subsistante fut maintenue noble lors de la recherche de 1666, par jugement de Chamillart, intendant de Caen. Une note de celui-ci nous apprend que Jacques d'Espinose obtint ledit jugement quoiqu'il n'eût produit que trois degrés, parce que son grand-père Alonce figurait dans les pièces produites avec la qualification de chevalier.

## Branches collatérales
Gustave Chaix d'Est-Ange écrit « de la souche se détachèrent à une époque inconnue un certain nombre de rameaux qui demeurèrent non nobles ».
- Jean-Baptiste d'Espinose (de la branche de La Rostannie qui donna la branche de La Caillerie)[7] fut débouté de ses prétentions nobiliaires, faute de produire des preuves suffisantes, par arrêt du 12 juin 1702[21].
- François d'Espinose des Mortiers, fut condamné comme usurpateur de noblesse, le 25 janvier 1701, par jugement de M. de Nointel[21].
- René d'Espinose, inspecteur des milices bourgeoises de Bretagne en 1709, chevalier de Saint-Louis, ne put avoir entrée dans l'ordre de la noblesse aux États de 1720 parce qu'il n'était pas noble d'ancienne extraction[21].

### Branche subsistante fixée à la Martinique auXVIIesiècle
Gustave Chaix d'Est-Ange ajoute qu'un de ces rameaux collatéraux, longtemps fixé aux colonies, s'est perpétué jusqu'à nos jours (1918) et que son chef, Edmond-Victor, connu sous le titre de baron d'Espinose, épousa en 1847 Mlle de Blocquel de Wismes dont eut trois filles et deux fils : 1) Alonse, baron d'Espinose, qui épousa Mlle le Monnier de Couville et qui en eut un fils ; 2) Gaston d'Espinose, prêtre, décédé en 1890 à l'âge de 35 ans.
Cette branche est issue de Jean d’Espinose, sieur de la Caillerie (1621-1686), marchand de draps à Nantes, marié à Anne Trébillard (fils de Jacques d'Espinose (1567-1626), sieur de la Rostannerie, marchand à la fosse à Nantes et de Jeanne Chéreau), se fixa au XVIIe siècle à la Martinique avec Jean-Baptiste d’Espinose, sieur de la Caillerie, (1658-1715) marié le 2 mai 1679 au Carbet (Martinique) avec Marie Marguerite Gabriel.
Son descendant, Jacques Pierre d'Espinose de la Caillerie (1760-1827) reconnu et légitima cinq enfants lors de son mariage le 12 avril 1819 au Prêcheur avec Marie Jeanne Sophie Roche Le Sage (1775-1823),, dont Jacques Mathieu Despinose, fils naturel de Sophie Roch Le Sage, né le 21 septembre 1805 au Prêcheur (Martinique) et inscrit sur les registres du Prêcheur le 21 août 1815, et mort le 3 avril 1872 à Saint-Pierre (Martinique) qui épousa en secondes noces à l’âge de 66 ans, le 28 mai 1868 Catherine Pulchérie, âgée de 32 ans.
Louis Jules Georges Amilcar d'Espinose de Lacaillerie, fils posthume de Jacques Mathieu d'Espinose de la Caillerie († 3 avril 1872) et de Catherine Pulchérie, né le 15 décembre 1872, négociant, domicilié à Paris, créole de Port-au-Prince (Haïti), épousa à Paris XVIe le 15 février 1910 Madeleine Marguerite Joly, née à Anvers (Belgique) le 11 janvier 1886, décédée à Paris le 14 janvier 1970, fille de Jean Louis Achille et d'Henriette Cotigny, d'où postérité subsistante.

## Armes
- d'argent à un arbre arraché de sinople et un griffon de gueules passant au pied de l'arbre; mantelé au 1 d'azur à la croix fleuronnée d'or, au 2 d'or au cœur de gueules[12].
- d'argent à une aigle de sable, becquée et onglée d'or, combattant contre un dragon de sable, armé et lampassé d'or (branche d'Espinose en Normandie maintenue noble en 1666)[21].

## Alliances
de Burgos (1459), de Miranda (1479), Chesneau (1493), de La Torre (1499), Le Moyne (1502), de Billy (1519), Vivien (1535), Poullain (1556), d’Aragon (1577), Le Lou (1586), Richerot (1587) Garreau (1595), Bidé (1597), de Santo-Domingo (1613), Gazet (1620), Pilavoyne (1631), de Rosnyvinen (1643), Moricaud (1645), Trébillard (1650), Trébuchet (1657), Renouard (1657), de Boisgelin (1664), Bureau (1669), Bedeau (1719), de Rosmadec (1688), Yvicquel (1695), de Grimoüard (1739), de La Chapelle, de Blocquel de Croix de Wismes (1847), de Fontaine de Resbecq, de Beausse, de Sauverzac (1947).

## Propriétés
- Château d'Espinosa de los Monteros en Espagne.
- Maison de l'Espinose à Clisson.
- Manoir de La Rostannerie à Bouée (Loire-Atlantique).
- Château de la Rousselière (Frossay).
- Château de Bellanville à Cosqueville.
- Château de La Ravelonnière en Basse-Goulaine.
- Château de La Grillonnais en Basse-Goulaine[29].
- Hôtel de Rosmadec (Hôtel de ville de Nantes).
- Hôtel d'Espinose dans le quartier Saint-Joseph de Porterie à Nantes[30].

## Galerie

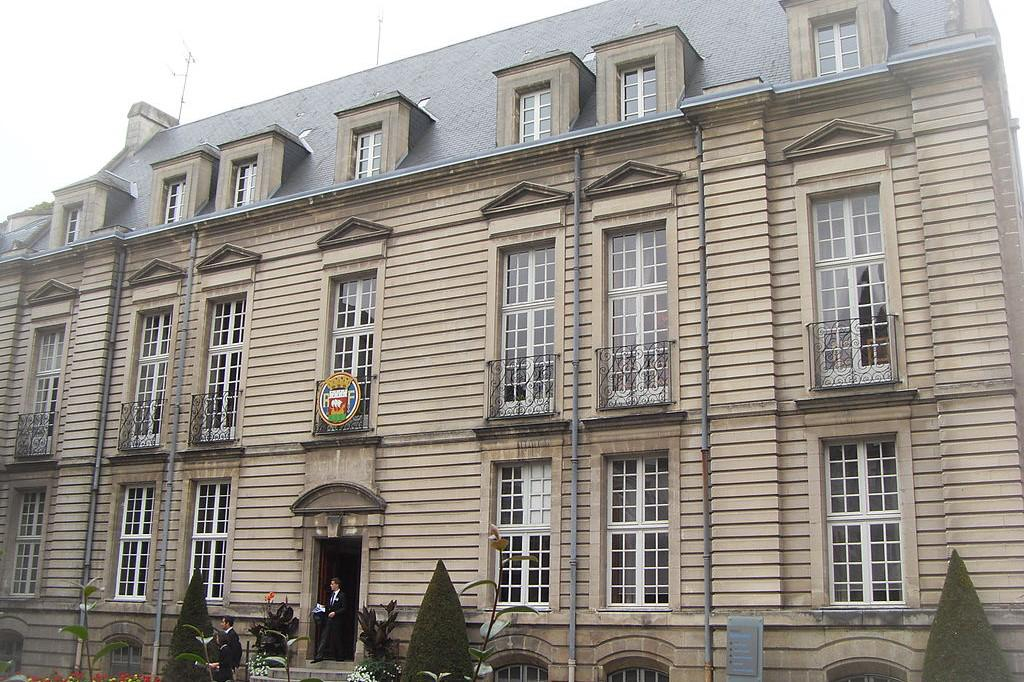
Hôtel de Rosmadec (Hôtel de ville de Nantes) ayant appartenu à la Famille d'Espinose au XVIIe siècle[31].
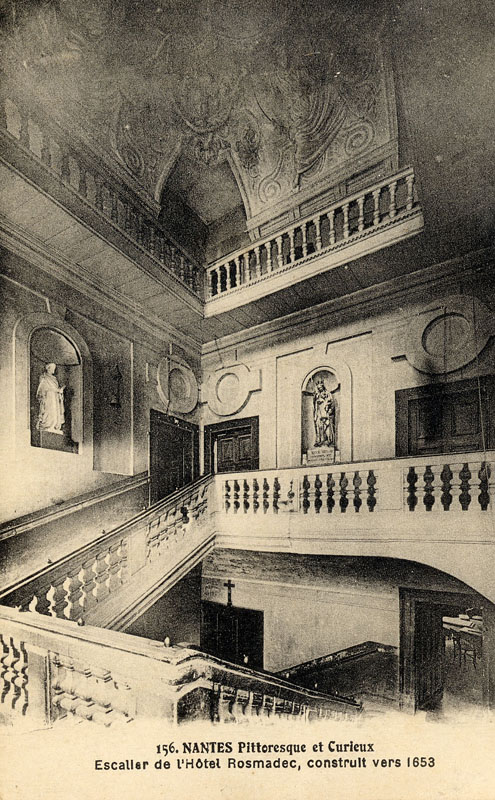
L'escalier de l'Hôtel de Rosmadec (Hôtel de ville de Nantes), construit en 1653.
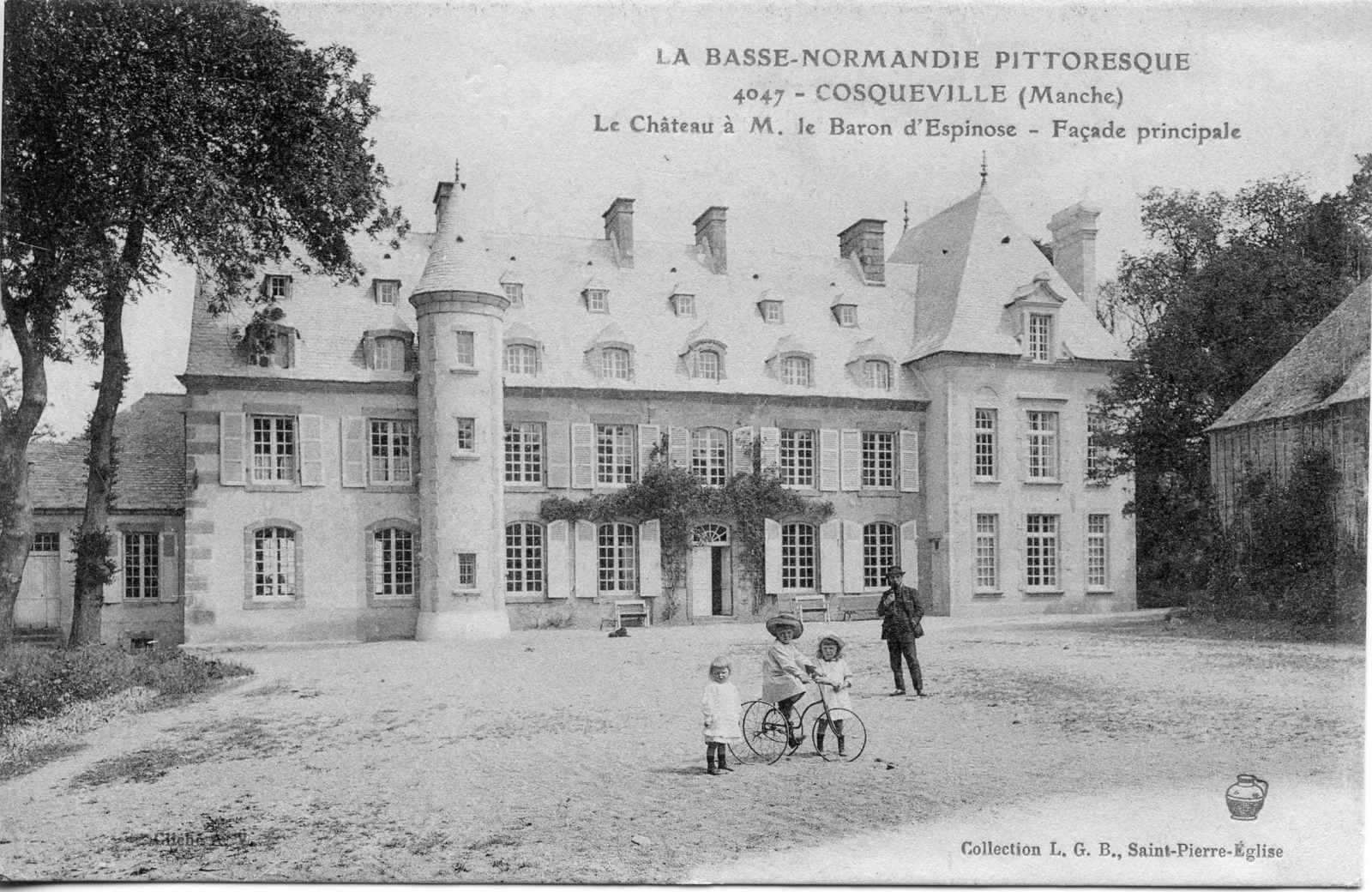
Château de Bellanville à Cosqueville, propriété du Baron et de la Famille d'Espinose depuis le début du XIXe siècle
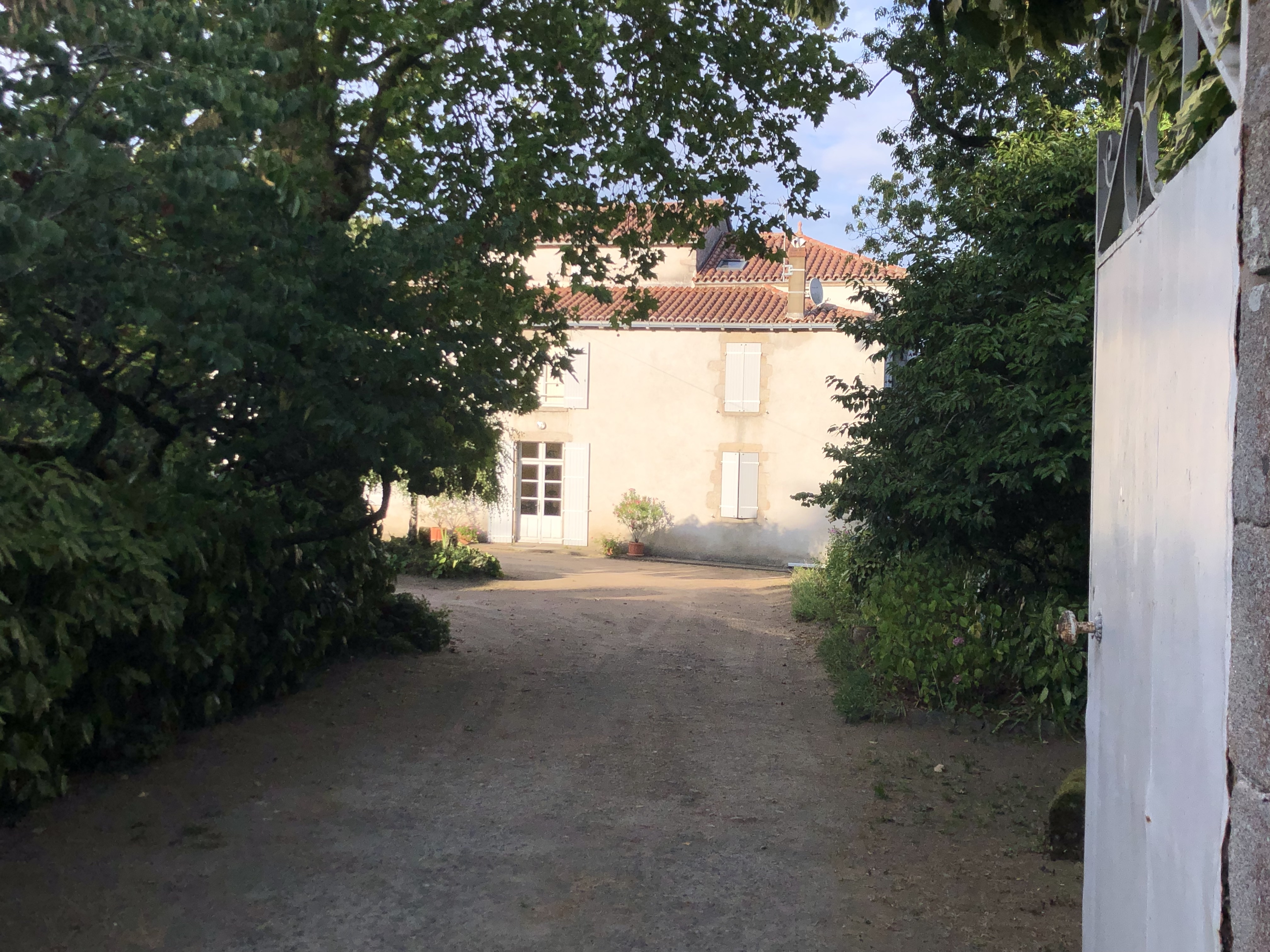
Maison de l'Espinose à Clisson ayant appartenu à la Famille d'Espinose de 1538 à 1687[33].
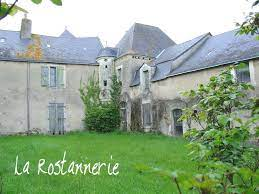
Manoir de La Rostannerie construit par la Famille d'Espinose (Branche de La Rostannerie) à Bouée (Loire-Atlantique)[34].
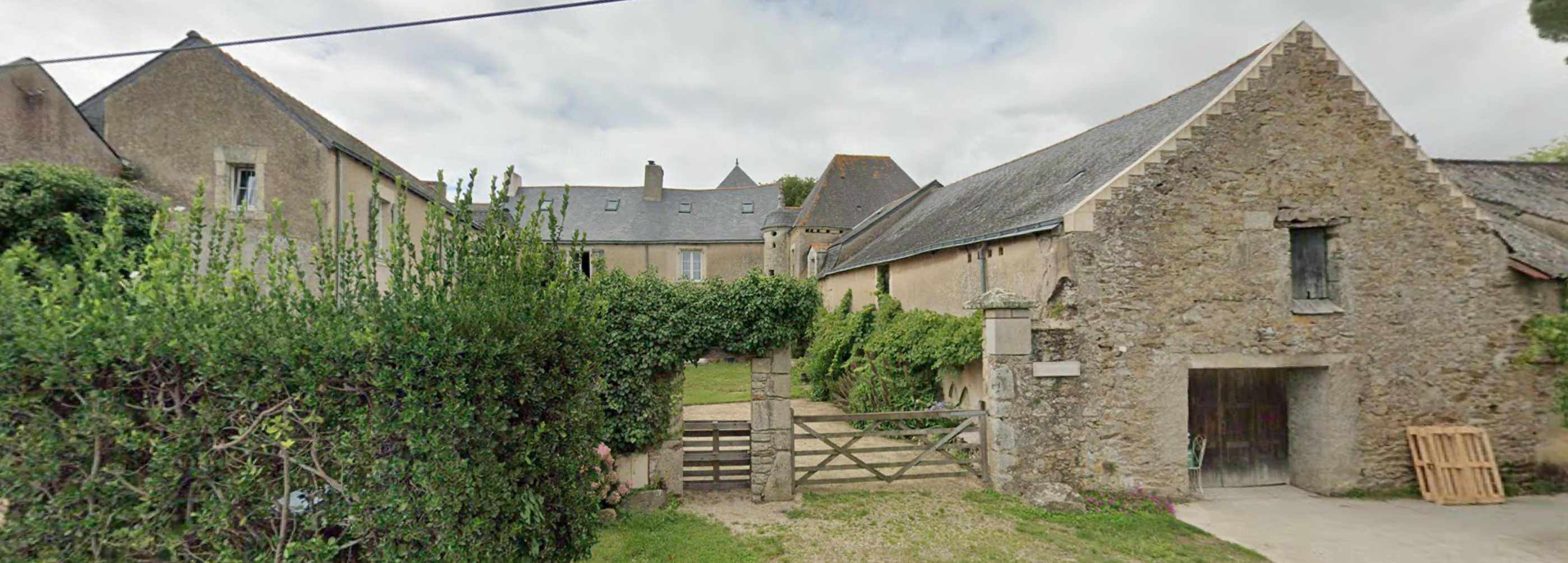
Manoir de La Rostannerie construit par la Famille d'Espinose (Branche de La Rostannerie) à Bouée (Loire-Atlantique)[34].

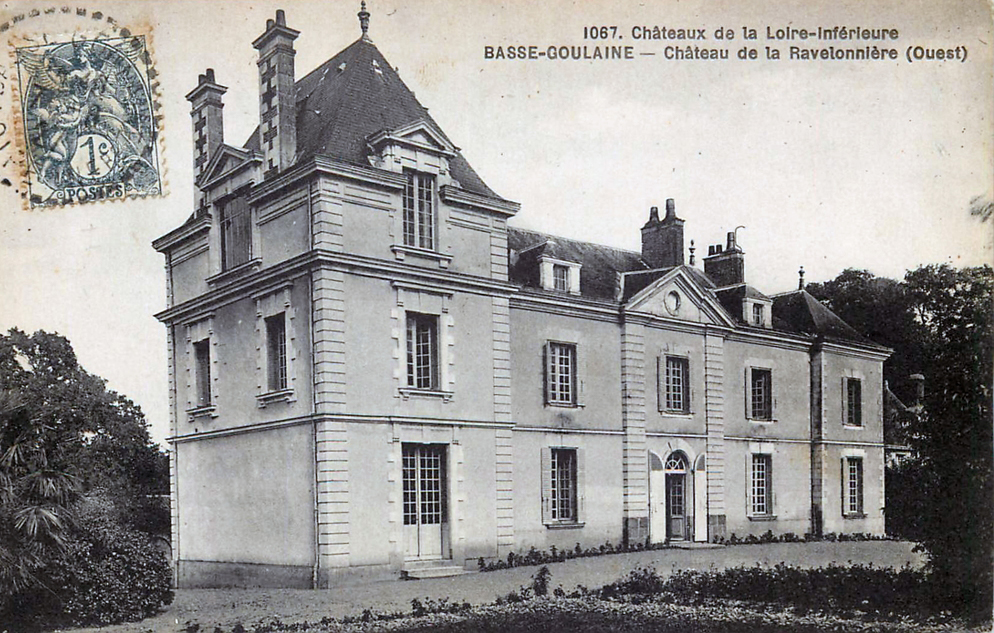
Château de La Ravelonnière (Basse-Goulaine) passe à la Famille d'Espinose vers 1650.
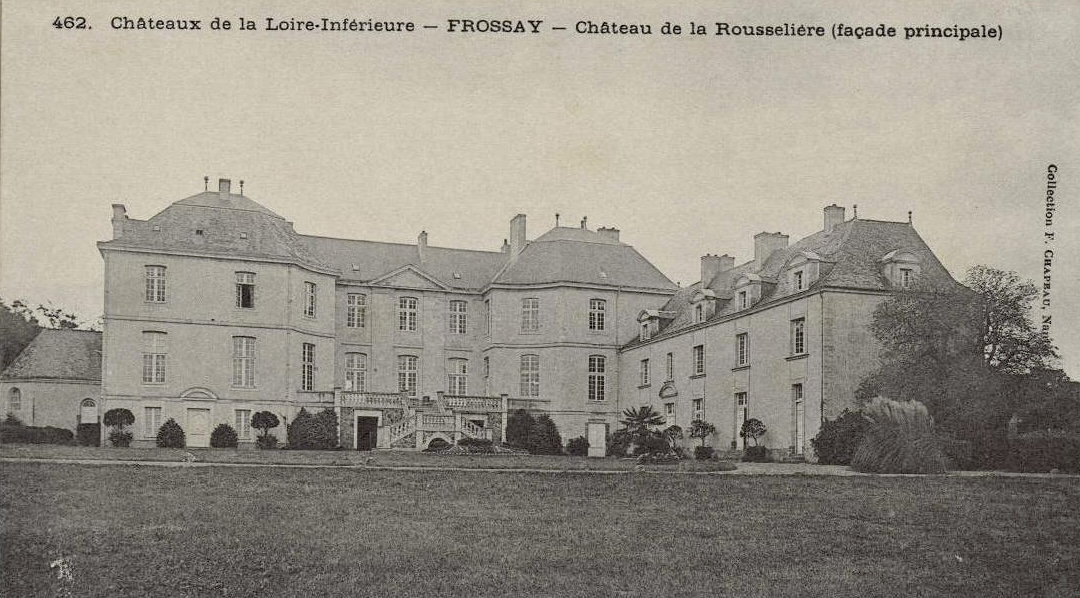
Château de la Rousselière (Frossay) ayant appartenu à la Famille d'Espinose de 1679 à 1766[35].
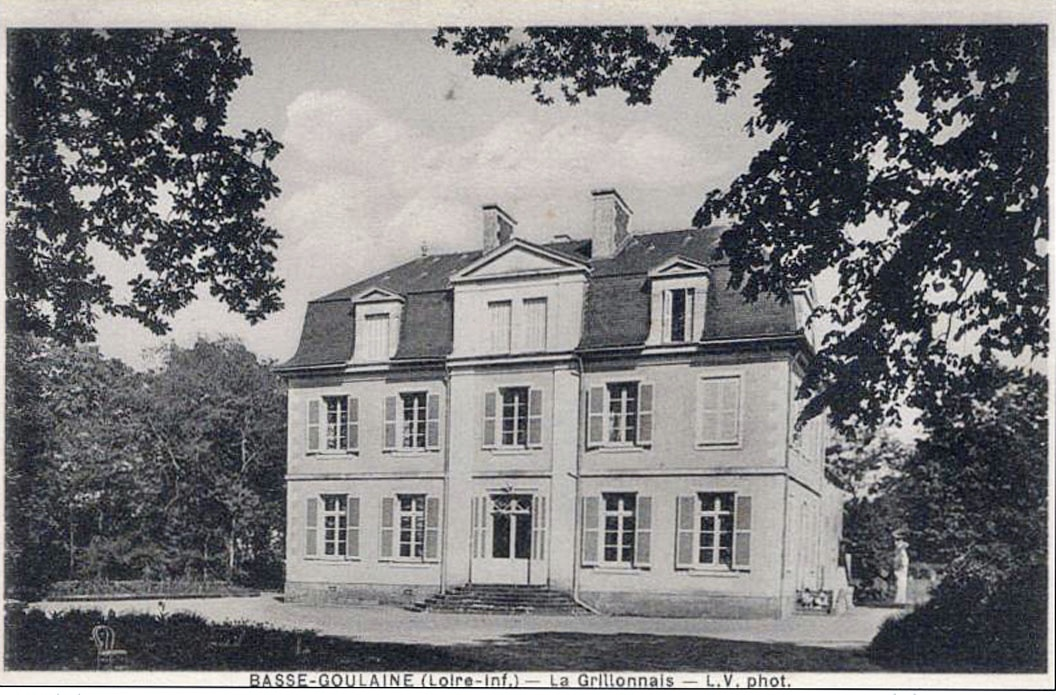
Château de La Grillonnais en Basse-Goulaine qui passa à la Famille d'Espinose.
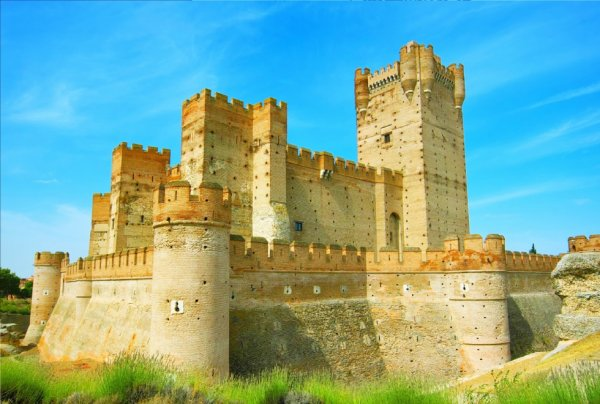
Château d'Espinosa de los Monteros, fief de la Famille d'Espinose en Espagne.
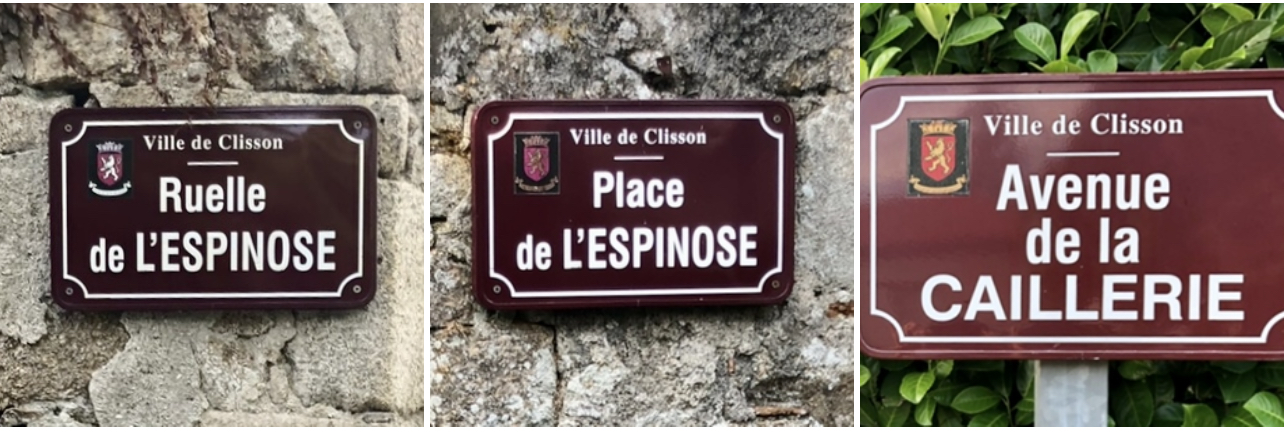
Ruelle, place et avenue au nom de l'Espinose et de La Caillerie à Clisson.